# Trichomusculus barbatus
Trichomusculus barbatus är en musselart som först beskrevs av Reeve 1858.  Trichomusculus barbatus ingår i släktet Trichomusculus och familjen blåmusslor. Inga underarter finns listade i Catalogue of Life.